# バンプレスト
バンプレスト（英: BANPRESTO）は、BANDAI SPIRITSが展開するプライズゲーム向け景品のブランド。名称はバンダイの「バン」とイタリア語の演奏記号「Presto（急速に）」に由来する。
また、株式会社バンプレスト（英: BANPRESTO CO., LTD.）は、2019年3月までこれらの事業を展開していたバンダイナムコグループの企業である。歴史上の源流となる豊栄産業（ほうえいさんぎょう）から法人としてのバンプレスト消滅までは、複雑な変遷をたどっており、本項ではこれらを時系列で解説する。

## 歴史

### 創業
1977年（昭和52年）4月に松田靖（まつだ やすし）によって豊栄産業株式会社として設立。東京都田無市（後の西東京市）に本社を置いた。1980年代、玩具業界は成熟し成長が見込めなくなりつつあった中、大手玩具メーカーのバンダイは様々な新規事業への進出を模索しており、その中にはアミューズメント事業についての計画もあった。
バンダイの新規事業担当だった杉浦幸昌は「アミューズメント業界ではキャラクターがほとんど手付かず」であると考えて、同社のキャラクターマーチャンダイジングを生かせば成功すると判断し、提携先の企業を探していた。バンダイはアミューズメント業界での実績があった株式会社コアランドテクノロジー（旧・豊栄産業）を提携先に選び、資金援助などの投資を開始した。しかし始めてみるとコアランドテクノロジーの経営状態は芳しくなく、15億円の借金を抱えていた事が判明した。既に大きな投資をしていたため引けなかったバンダイは1989年に同社を子会社化し、その借金を「丸抱え」する形で経営改善に乗り出した。その際に社名をコアランドテクノロジーから「バンプレスト」に変更、また杉浦幸昌が社長に就任した。
当時、「UFOキャッチャー」のヒットによりアミューズメント業界が急成長している時代だった。しかし使われていた景品は検品漏れのぬいぐるみを安く仕入れて来た物ばかりで版権物は少なかった。そこでバンプレストはゲームセンターの客層に多い20代をターゲットに、ウルトラマンや仮面ライダー、機動戦士ガンダム等の、当時としては若干古いキャラクターの人形を景品として供給。これがヒットし、年間7000万個とも言われる膨大な数を販売した。
更にソフト（景品）とハード（プライズゲーム）の両方を供給する専用部署にて、数多くのプライズゲームと専用景品を展開。キャラクターを使用したカプセル型景品や箱型の景品、文具やポスターなど、ハードと一体の専用景品を多数展開した。これらのアミューズメント業界での商品展開により、バンプレストは2年4カ月で黒字化を達成した。

### ゲームソフト分野での躍進
更に杉浦はポピー時代より様々な版権元に人脈があり、バンプレストにはコアランド時代から続くジャンプバグなどゲームソフトの開発実績と、ファミリーコンピュータ（以下、ファミコン）用ソフトを開発できる体制を持っていた。そこで杉浦は様々な版権キャラクターを一緒に登場させる（クロスオーバー）ゲームソフトを考え、様々な版権元に「私の社長就任祝いにはお金もモノもいらないから、この許諾がどうしても欲しい」と頼み込み、渋々ながら各社から許諾を得る事に成功した。杉浦曰く、当時はまだこうした「無理」が通る良い時代だったと語っている。
こうして発売されたのが同社初のファミコンソフトであり、同社の看板シリーズとなるコンパチヒーローシリーズ第1弾「SDバトル大相撲 平成ヒーロー場所」である。グレイトバトルシリーズなどのヒットを飛ばしたこのシリーズはスーパーロボット大戦シリーズへと派生し、ゲームソフトメーカーとしての知名度も高まった。ちなみに当時のバンダイ社長の山科誠は「バンダイとバッティングするゲームソフトは手掛けないでくれ」としており、バンプレスト側はコンパチシリーズは「バンダイが手がけていない路線のソフト」であるとしていた。

### 親会社への統合
1994年に販路や商品開発を強化すべく手芸会社ユニファイブを子会社化。1998年にバンダイ本社の経営危機により、これを建て直すべく杉浦は親会社のバンダイに戻り、後任はユニファイブ社長の伍賀槌太が就任した。2005年9月、バンダイと大手ゲームメーカーのナムコが統合し、バンダイナムコゲームスが設立される。2008年、バンダイナムコゲームスはバンプレストのゲームソフト事業とアミューズメント事業の吸収を決定し、旧法人としてのバンプレストは解散された。その後、UFOキャッチャーなどの景品の開発・販売を行うプライズ事業のみが新たな企業として分離され、その社名は同じ「バンプレスト」が使用された。

### コアランドについて
コアランドテクノロジーの関連会社で役員も兼務されていた株式会社コアランドはバンダイグループ入りせず、その後にロケーション運営や不動産の委託経営をしていた。後に神奈川県の店舗「MUTHOS」の管理を引き受けていた。本社は東京都杉並区上井草1-1-5にあった。2012年9月には破産のための手続きを進めていた。

## 年表
- 1977年（昭和52年）4月 - 豊栄産業株式会社として設立。
- 1982年（昭和57年）4月 - 商号をコアランドテクノロジー株式会社に変更。本社は中野区中野に移転[3]。
- 1989年（平成元年）2月 - 株式会社バンダイの子会社となり、商号を現在の株式会社バンプレストに変更。本社は台東区駒形1-4-14に移転。杉浦幸昌が初代社長になった。これに伴い、開発担当以外の役員が退任した[3]。
- 1994年（平成6年）
  - 2月 - 本店を東京都台東区雷門2-16-9に移転。家庭用ゲームソフトの開発を目的にバンプレ企画（現：バンプレソフト）を設立。
  - 4月 - 景品の開発・仕入部門の強化を目的に手芸会社・ユニファイブを子会社化。
- 1997年（平成9年）3月 - 子会社のミューラスにおいて声・俳優の養成を目的としたスクール事業の運営を開始。家庭用ゲームソフト企画開発部門をバンプレ企画に統合し、商号をバンプレソフトに変更。
- 1999年（平成11年） - 2003年（平成15年） - 当時の親会社であったバンダイがワンダースワンシリーズの展開の為、一時同社（旧：バンプレスト）はバンダイのセカンドパーティー社になっていた。
- 2000年（平成12年）10月 - 東京証券取引所第二部に株式を上場。
- 2001年（平成13年）9月 - 子会社のユニファイブを吸収合併。子会社の芸能事務所、株式会社ミューラスを解散・清算。
- 2003年（平成15年）3月 - 東京証券取引所第一部に昇格。
- 2004年（平成16年）
  - 4月8日 - 会社更生法の適用を受け倒産した「トーゴ」が運営する老舗遊園地「浅草花やしき」を買収する計画を発表する。8月31日をもってバンプレスト子会社である「株式会社花やしき」へ営業を譲渡された。
  - 12月 - 子会社プレジャーキャストにアミューズメント施設部門を分割。
- 2006年（平成18年）
  - 2月23日 - バンダイナムコホールディングスが株式公開買い付け（TOB）を実施し、TOBと株式交換でバンプレストを完全子会社化する事を発表。
  - 3月3日 - アリオ亀有（複合ショッピングモール）内にこちら葛飾区亀有公園前派出所をテーマにしたテーマパーク「こち亀ゲームぱ〜く」をオープン。運営は子会社のプレジャーキャストが担当。
  - 5月15日 - バンダイナムコホールディングスによる完全子会社化により上場廃止。
- 2007年（平成19年）
  - 6月 - 本社を東京都品川区東品川4-12-2品川シーサイド ウエストタワー2Fに移転（バンダイナムコエンターテインメント未来研究所隣接地）。
  - 11月 - 来年4月1日をもってバンダイナムコゲームスにゲーム事業を移管すると発表[4]。
- 2008年（平成20年）4月1日 - プライズ事業を新たに設立する子会社である（新）バンプレストに移管。子会社の株式会社花やしき、株式会社プレジャーキャストを株式吸収分割などの処理により（新）ナムコの子会社に、株式会社アートプレストをバンダイの持分と共にバンダイナムコホールディングスの完全子会社とする。（旧）バンプレストはゲーム事業と共にバンダイナムコゲームスに吸収合併され解散。（旧）バンプレストよりプライズ部門が独立して出来た会社であり、社名は同じだが会社組織上は別会社である。「バンプレスト」「BANPRESTO」のブランド名（商標）は、バンダイナムコゲームスのゲームソフトのブランドとして引き続き使われている。
- 2016年（平成28年）1月12日 - 本社を東京都港区芝5-37-8バンダイナムコ未来研究所（住友不動産三田ビル）に移転[5]。
- 2018年（平成30年）4月1日 - コンビニエンスストア等向け景品事業を分割し、BANDAI SPIRITS（同年2月15日設立）に事業譲渡[6][7][8][9]。
- 2019年（平成31年）4月1日 - BANDAI SPIRITSに吸収合併、バンプレストの権利義務全てを承継した上で法人としてのバンプレストは解散[10][11]。日本アミューズメント産業協会の会員資格もBANDAI SPIRITSが承継。4月1日以降はプライズゲーム向け景品のブランドとして継続。

### 歴代社長
- 杉浦幸昌
- 伍賀槌太
- 吉川昌之[12][13]
- 福田祐介

## 代表作品

### 豊栄産業時代
「ブロックくずし」のブーム時、直接アーケードメーカーのみの企業として参入した。当初販売はエスコ貿易が行っていた。この頃はほぼ完全にコピーゲームや亜流で、他社のゲームの影響が色濃いものばかりだった。
- バニッシュ - 同社のデビュー作。ブロックくずしのコピーゲーム。
- デビルサーカス - サーカスのコピーゲーム。
- スペースストレンジャー - タイトーのスペースインベーダーのコピーゲーム。開発は八千代電機が担当→インベーダーゲーム#スペースインベーダー亜流のものを参照。
- ジャンプバグ - 既存ゲームのコピーや亜流ではない、初のオリジナルといえる作品。開発はアルファ電子と共同、北南米はロッコーラ、それ以外の地域及び日本国内はセガが販売していた[14]。

### コアランド時代
1986年中頃まではセガ（後のセガ・インタラクティブ）との関係が深く、それまでの全作品の販売をセガが担当している（特に明記のない作品はセガが販売担当）。
この時期、同社の経営状態は芳しくなく、コアランド名義での作品は1988年10月発表のサイバータンクが最後となる。翌1989年2月からバンダイの出資を受け、社名をバンプレストに変更する。その後、1990年4月にバンプレスト名義で「SDバトル大相撲 平成ヒーロー場所」を発売するまでの2年半、作品リリースは途切れることとなる。
- ペンゴ
- 芹沢八段の詰将棋 王将
- ザ・闘牛
- スワット
- ただいま特訓中
- ごんべえのあいむそ～り～
- 青春スキャンダル
- 4-Dウォーリアーズ
- ブレイン
- ラフレシア
- 戦略ゲーム ボピープ
- ガルディア
- ハングオン
- 119
- スーパークロスII（販売：GM商事）
- のぼらんか（販売：データイースト）
- WECル・マン24（販売：コナミ）
- ブラックパンサー（販売：コナミ）
- サイバータンク（販売：タイトー）

### バンプレスト時代
初代社長の杉浦幸昌の人脈を生かし、バンダイのゲームと競合しないクロスオーバー作品を主として、多くのキャラクターゲームを販売している。
家庭用ゲーム
- コンパチヒーローシリーズ
- スーパーロボット大戦シリーズ
  - 魔装機神サイバスター
- クレヨンしんちゃんシリーズ
- サモンナイトシリーズ
- アルトネリコシリーズ
  - アルトネリコ 世界の終わりで詩い続ける少女
  - アルトネリコ2 世界に響く少女たちの創造詩
- ポイズンピンク
- 幽☆遊☆白書シリーズ
  - 幽☆遊☆白書FOREVER
  - THE BATTLE OF 幽☆遊☆白書 〜死闘!暗黒武術会〜 120%フルパワー
- 涼宮ハルヒの戸惑
- ONIシリーズ
- ウルトラマン Fighting Evolution シリーズ
- Another Century's Episodeシリーズ - フロムソフトウェア共同制作
- ゴーストチェイサー電精
- ファーランド・ストーリー（スーパーファミコン版）
- 必殺仕事人（ファミコン版）
- SDルパン三世〜金庫破り大作戦〜（ゲームボーイ版）
- らんま1/2
- SD戦国武将列伝〜烈火の如く天下を盗れ〜
- グランヒストリア 〜幻史世界記〜
- 学校であった怖い話
- 爆れつハンター
- GO!GO!ACKMAN シリーズ
- 北斗の拳
- おしゃべりおえかきそれいけ!アンパンマン

アーケードゲーム
- 機動戦士ガンダム vs.シリーズ
- 機動戦士ガンダム0079カードビルダー
- クイズ機動戦士ガンダム 問・戦士
- 機動戦士ガンダム スピリッツオブジオン シリーズ
- 機動戦士ガンダム 戦場の絆
- SDガンダム ネオバトリング
- SDガンダム サイコサラマンダーの脅威
- 超ドラゴンボールZ
- キン肉マン マッスルグランプリ シリーズ
- ウルトラ警備隊 空想特撮ゲーム
- アクウギャレット

(以下、プライズゲーム機)
- コンビニキャッチャーシリーズ
- ガチャ王
- カンカンクラブ
- キャラクターコレクション
- ガチャダマコレクション
- キャラクターメールコレクション はがキング
- ポスターコレクション
- プチポンコレクション
- ポスタードリーム（同級生 (ゲーム) 作品内登場 ポスタードリーム）
- たまのりピカチュウ
- ぶんぐっずシリーズ
- むでんくん
- ラッキーセブン
- マジカルセブン
- 取りぷるジャンプ
- ゲームDEポン（スケボーDEポン!, ホームランDEポン!, モンスター退治でポン!, じゃんけんDEポン!）
- ロボゲッチュ
- 箱吉（HAKOKICHI）
- ジャックポイント点取物語
- Wルーレットシリーズ
- 40φカプセルシリーズ
- 75φカプセルシリーズ
- てれびでんわシリーズ
- おどって！ピカチュウ
- それいけアンパンマン 空中大回転!!
- アンパンマンのなかよしコンサート
- スケボーコースターシリーズ
- 美少女戦士セーラームーンシリーズ

他の製品
- プライズゲーム用景品
ワールドコレクタブルフィギュア デフォルメフィギュアブランド。2010年から展開。取り扱うのは主に少年ジャンプワンピース、ドラゴンボールから他にも人気アニメ作品と種類は多岐に渡る。一番くじの景品としても展開。バンプレストの商品の中でも人気は高く蒐集家が多くいる。
- 一番くじ
- インテリア雑貨
  - AQUAPICT
- RelaxStyle（リラックス用雑貨）
- Chara Zippo BP
- 各種キャラクターグッズ
  - カピバラさん
  - saku saku（増田ジゴロウ、白井ヴィンセント）

など。

## スポンサー

### 最後まで担当
全て番組は継続中。
- 関内デビル - saku sakuの後継番組。引き続きスポンサーに付き、一番くじ紹介コーナーも継続。2019年4月以降はBANDAI SPIRITSが「BANDAI」名義でスポンサーを継承。
- ONE PIECE
- 名探偵コナン
- クレヨンしんちゃん

### 既に番組が終了したもの
- フジテレビ土曜夕方6時台枠のアニメ（幽☆遊☆白書～NINKU -忍空-）
- ドンキーコング
- キン肉マンII世
- 機動戦士ガンダムSEED DESTINY
- ゲゲゲの鬼太郎
- さくらももこ劇場コジコジ
- 特捜!芸能ポリスくん
- 覇王大系リューナイト
- 爆れつハンター
- モジャ公
- フューチャービーンズ〜みらい豆
- 天使な小生意気
- 武装錬金
- saku saku（tvk） - 旧法人時代からスポンサーをしており、キャラクターグッズの製作販売を手がけている。また週1回バンプレスト製品（バンダイナムコゲームス旧バンプレストレーベルのゲーム作品も含む）のPRコーナーがあった。